# Sueng
Il Sueng (in thailandese: ซึง), è un cordofono a corde pizzicate simile a un liuto. Lo strumento è realizzato in legno e le corde sono spesso di metallo (dalle 4 alle 6, in coppie; i moderni sueng usano corde da chitarra elettrica per una più facile reperibilità). Ha nove tasti di bambù.
Il Sueng fa parte di un ensemble tradizionale della Thailandia del Nord, il salo-so (saw)-sueng , insieme al Salo (violino a tre corde) e al pi so (oboe ad ancia libera).
Il Sueng è simile al grajabpi (กระจับปี่), un antico strumento thailandese usato nella musica classica della Thailandia centrale.

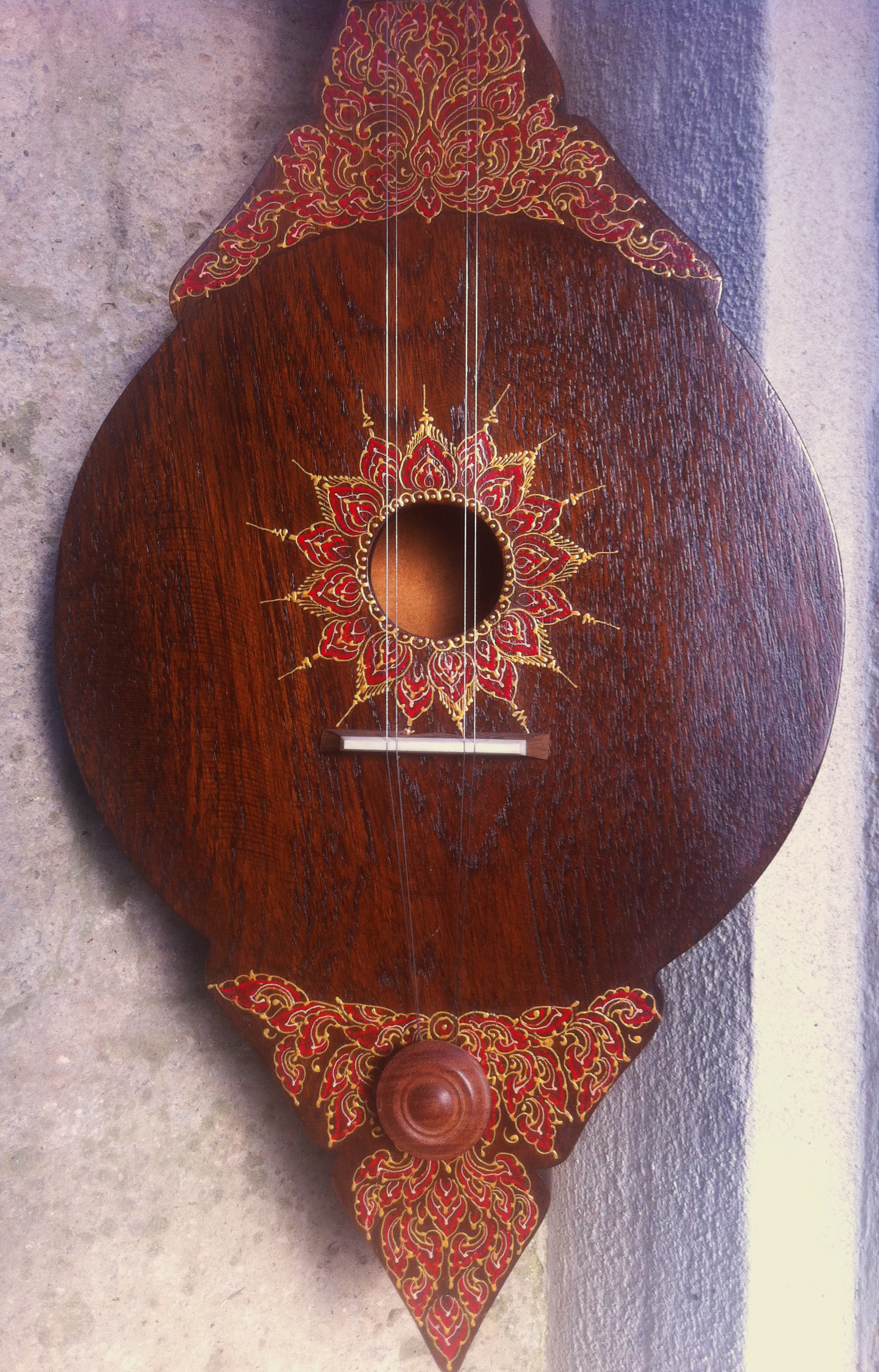
Decorazioni Lai Thai sul corpo di un Sueng

## Costruzione
La maggior parte dei sueng sono fatti di un singolo pezzo di legno di jackfruit, scolpito nella forma dello strumento dall'artigiano. Una volta scolpito, una tavola armonica rotonda fatta dello stesso legno viene incollata allo strumento. I tasti sono ricavati da una canna di bambù tagliata in bastoncini dalla sezione trapezoidale. Vengono poi installate le grandi chiavi per l'accordatura: questi pioli hanno ormai solo una funzione estetica, in quanto molti strumenti di fattura moderna si affidano a meccaniche da chitarra per l'accordatura. Alla fine lo strumento viene pitturato e a volte decorato con motivi Lai Thai. Il ponte può essere realizzato sia in osso che in legno. Altri legni usati per la costruzione dello strumento possono essere il teak e il palissandro

## Suono
I tasti sul sueng sono spaziati in maniera diversa rispetto agli strumenti occidentali. Con una tale disposizione, lo strumento suona nel temperamento equabile 7-TET. Ciò significa che all'interno dell'ottava, lo strumento può suonare sette toni equispaziati, contro i dodici del sistema occidentale. L'adozione di questo temperamento è osservata estensivamente nella musica tradizionale thailandese e in altri strumenti musicali, come il ranat. La tecnica di esecuzione dello strumento ricorda quella dell'oud, dove le due corde della coppia sono accordate all' unisono e suonate insieme, con un plettro morbido e lungo, spesso di plastica.